# Pregoneros en México
Los dichos en México eran hombres que salían a los portales o iban a las plazas para dirigirse a todos los que podían escucharlos y hablaban de sanciones, festejos, noticias, avisos y rumores del pueblo. Se les consideraba como pregoneros públicos ya que trabajaban para una instancia de gobierno, una institución pública o el ayuntamiento.

En el año de 1645, Nueva España sufría los estragos de una terrible inundación, sin embargo, con el apoyo de siete mil pesos, se consiguió que la ciudad recibiera mojoneros, pregoneros, porteros de cabildo, cárcel y otros oficios menores que provienen del modelo de la ciudad del rey español.  
Las quietas esferas del pasado provocaron que las noticias corrieran o se informará con lentitud; esto dejaba una sociedad mal informada e ignorante. Las directrices municipales, las orientaciones políticas, los rumores sociales y las desgracias, eran comunicadas por los pregoneros.   
En los años que transcurrieron entre  1533 y 1560 se registraron en las actas de cabildo quince hombres diferentes, vecinos del pueblo, para desarrollarse como oficiantes de la pregonera, cabe destacar que el puesto solo duraba cuatro años, sin embargo, muchos llegaron a ocupar el cargo por mucho más tiempo 
Los pregoneros fungen como los hombre-voz de las autoridades reales, virreinales o locales ya a través de ellos se daban a conocer cada orden real, avisos, decisiones tomadas por la audiencia o las alcaldías. El pregonero en turno informaba el nombre de los veedores que eran los inspectores, el contenido de las ordenanzas, las fechas en las que se llevaría a la picota a los condenados, las prohibiciones, los precios de los productos comercializados en la Nueva España como el maíz, trigo y carne, e informaban sobre el inicio y fin de las festividades religiosas o civiles. 
Utilizaban un lenguaje oficial que era el castellano, muchas veces solo leían un documento redactado por ellos mismos, donde se indicaba los hechos noticiosos y los avisos del día; cuando la información debía ser escuchada por gente que no hablaba castellano, el pregón buscaba un traductor para facilitar la difusión del mensaje, a ellos se les conocía bajo el nombre de pregonero traductor. La autoridad tenía el control de la información que se divulgaba, así como los horarios, días y lugares en donde se recitaba o el pregón daba el mensaje. 
Los pregoneros eran parte de la clase social baja, se les pagaba anualmente de 6 a 20 pesos de oro, algunos recibían pagos en especie como frijol, maíz o pan; incluso había los que gozaban de algunos beneficios como recibir mano de obra gratuita, bienes inmuebles y animales. Con la llegada de la imprenta, el grito de los pregoneros dejó de ser utilizado para informar a los pobladores y creció radicalmente que los vecinos, autoridades y foráneos acudieran a la imprenta para divulgar noticias, avisos y resoluciones  de una manera más eficaz y veloz.